# Antonia Campbell-Hughes

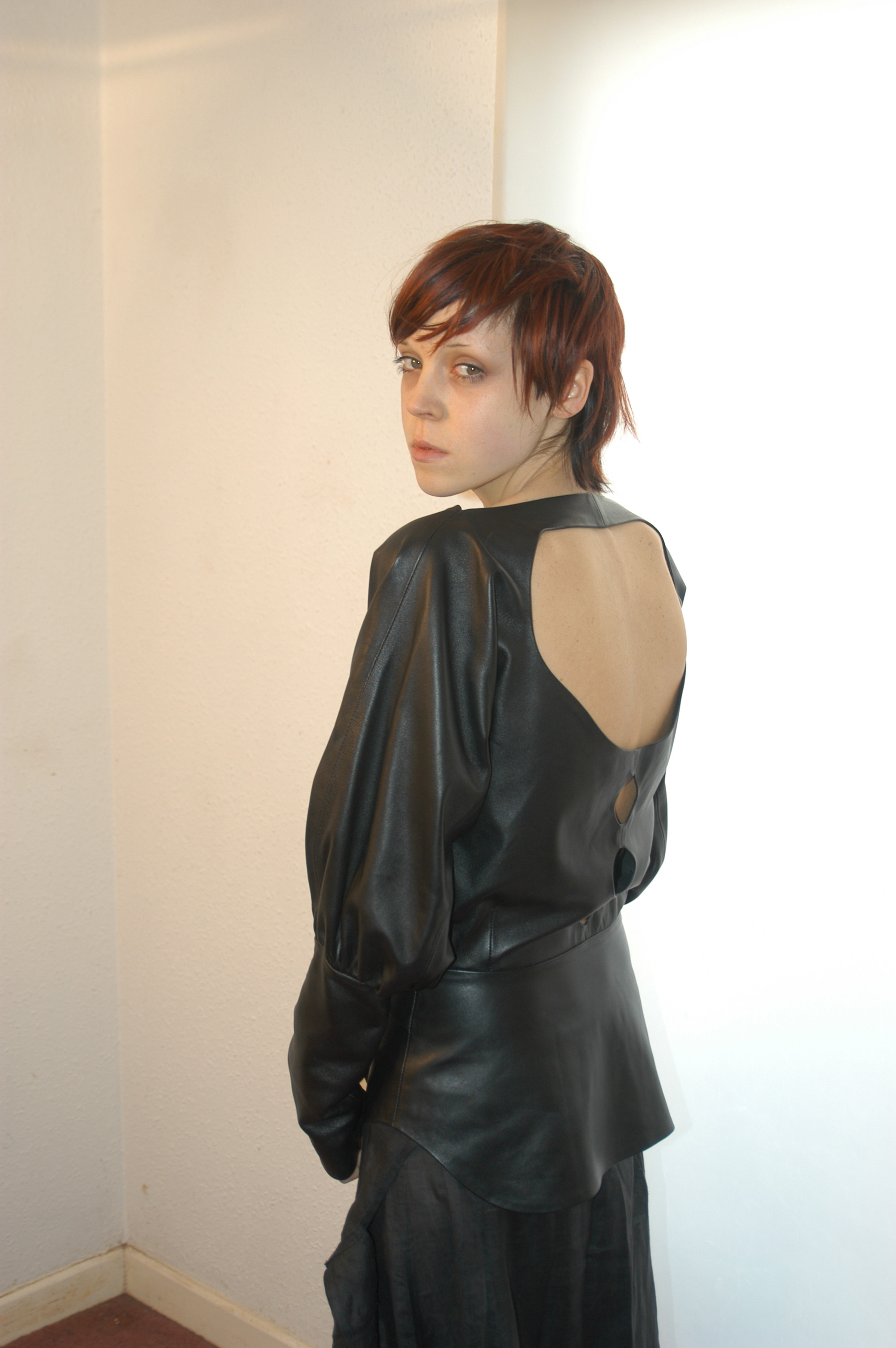
Antonia Campbell-Hughes

Antonia Campbell-Hughes (* 19. September 1982 in Derry, Nordirland) ist eine britische Schauspielerin und Model. Bekannt wurde sie im deutschsprachigen Raum durch ihre Rolle in dem Filmdrama 3096 Tage (2013).

## Leben
Die Tochter einer irischen Mutter und eines englischen Vaters wuchs in Nordirland, Irland, den USA, Deutschland und der Schweiz auf. Campbell-Hughes arbeitete zunächst als Modedesignerin und Model, gab dies aber 2005 zu Gunsten ihrer Filmkarriere auf.

## Karriere
Campbell-Hughes begann ihre Karriere ab 2005 in britischen Fernsehserien und -filmen wie Silent Witness, Casualty, Blackbeard – Der wahre Fluch der Karibik und Spooks – Im Visier des MI5. Erste größere Bekanntheit und Kritikerlob erhielt sie für ihre Rolle der Sam in der britischen Comedyserie Lead Balloon. Ab 2011 wirkte sie in Kinoproduktionen wie Albert Nobbs und Storage 24 mit.
Von Mai 2012 bis Anfang 2013 stand sie in der Titelrolle der Natascha Kampusch für die Filmbiografie 3096 Tage in Deutschland und Österreich vor der Kamera. Sie nahm für die Aufnahmen 18 Kilogramm ihres Körpergewichtes ab. Die Weltpremiere des Films fand am 25. Februar 2013 in Wien statt. 2014 war sie in dem irischen Horrorfilm The Canal zu sehen und 2015 in dem französischen Filmdrama Les Cowboys, das bei den Internationalen Filmfestspielen von Cannes 2015 uraufgeführt wurde. Ihr Regiedebüt bei einem Spielfilm It Is In Us All feierte im März 2022 beim South by Southwest Film Festival seine Premiere.

## Filmografie (Auswahl)
- 2005: Breakfast on Pluto
- 2006: Blackbeard – Der wahre Fluch der Karibik (Blackbeard: Terror at Sea, Fernsehfilm)
- 2006: Silent Witness (Fernsehserie, 2 Folgen)
- 2007: The Life and Times of Vivienne Vyle (Fernsehserie, 2 Folgen)
- 2007: Damage (Fernsehfilm)
- 2009: Not Safe for Work (Fernsehfilm)
- 2009: Bright Star
- 2009: Spooks – Im Visier des MI5 (Spooks, Fernsehserie, Gastauftritt)
- 2010: Five Day Shelter
- 2010: When Harvey Met Bob (Fernsehfilm)
- 2011: Lead Balloon (Fernsehserie)
- 2011: The Task
- 2011: Lewis – Der Oxford Krimi (Lewis, Fernsehserie, Gastauftritt)
- 2011: The Other Side of Sleep
- 2011: Albert Nobbs
- 2012: Storage 24
- 2013: 3096 Tage
- 2013: Under the Skin
- 2014: The Canal
- 2015: Les Cowboys
- 2015: MindGamers
- 2016: Das schwarze Labyrinth (Andròn: The Black Labyrinth)
- 2016: My Mother and Other Strangers (Fernsehserie, 4 Folgen)
- 2018: Paulus, der Apostel Christi (Paul, Apostle of Christ)
- 2018: Zoo
- 2019: Rare Beasts
- 2019: She’s Missing
- 2019: Never Grow Old
- 2019: Cordelia
- 2020: The Show
- 2021: Zone 414
- 2021: Black Medicine
- 2022: The Other Me
- 2022: It Is In Us All (auch Regie und Drehbuch)
- 2022: Gefährliche Liebschaften (Dangerous Liaisons, Fernsehserie, 3 Folgen)

## Auszeichnungen
- 2012: Shooting Star Award